# Уоштено
Уо́штено (англ. Washtenaw County) — округ в штате Мичиган, США. Официально образован в 1822 году. По состоянию на 2010 год, численность населения составляла 344 791 человек.

## География
По данным Бюро переписи США, общая площадь округа равняется 1869,982 км², из которых 1828,542 км² — суша и 41,44 км² или 2,3 % — это водоёмы.

## Население
По данным переписи населения 2010 года в округе проживает 344 791 жителей в составе 125 327 домашних хозяйств. Плотность населения составляет 188,00 человек на км2. Расовый состав населения: белые — 74,50 %, афроамериканцы — 12,70 %, коренные американцы (индейцы) — 7,90 %, азиаты — 0,30 %, гавайцы — 0,00 %, представители других рас — 1,20 %, представители двух или более рас — 3,40 %. Испаноязычные составляли 4,00 % населения независимо от расы.
В составе 29,20 % из общего числа домашних хозяйств проживают дети в возрасте до 18 лет, 46,40 % домашних хозяйств представляют собой супружеские пары проживающие вместе, 9,30 % домашних хозяйств представляют собой одиноких женщин без супруга, 41,20 % домашних хозяйств не имеют отношения к семьям, 29,50 % домашних хозяйств состоят из одного человека, 5,90 % домашних хозяйств состоят из престарелых (65 лет и старше), проживающих в одиночестве. Средний размер домашнего хозяйства составляет 2,41 человека, и средний размер семьи 3,02 человека.
Возрастной состав округа: 22,10 % моложе 18 лет, 17,10 % от 18 до 24, 32,10 % от 25 до 44, 20,60 % от 45 до 64 и 20,60 % от 65 и старше. Средний возраст жителя округа 31 лет. На каждые 100 женщин приходится 98,90 мужчин. На каждые 100 женщин старше 18 лет приходится 97,10 мужчин.
Средний доход на домохозяйство в округе составлял 51 990 USD, на семью — 70 393 USD. Среднестатистический заработок мужчины был 49 304 USD против 33 598 USD для женщины. Доход на душу населения составлял 27 173 USD. Около 5,10 % семей и 11,10 % общего населения находились ниже черты бедности, в том числе — 8,60 % молодежи (тех, кому ещё не исполнилось 18 лет) и 5,80 % тех, кому было уже больше 65 лет.
По оценке 2016 года население округа составляло 364 709 человек.